# Rubio (entrenador)
Francisco José Cordero Sánchez (Lebrija, Sevilla, 4 de enero de 1979) más conocido como Rubio, es un exfutbolista español y entrenador español. Su posición era la de delantero. Actualmente es entrenador del Cádiz C. F. Mirandilla en la Segunda Federación. Es hermano del también futbolista Miguel Ángel Cordero Sánchez.

## Trayectoria

### Como futbolista
Se formó en la cantera del Sevilla FC y en la temporada 1997-98 debutó con el Sevilla Atlético, antes de ingresar con 19 años en la cantera del FC Barcelona, para jugar durante dos temporadas y media en el FC Barcelona B, desde 1998 hasta enero de 2000. Más tarde, defendería las camisetas del CD Mensajero, Sevilla Atlético, Granada CF, Atlético Sanluqueño Club de Fútbol y Club Atlético Antoniano, club en el que se retiró en 2010 a la edad de 31 años.

### Como entrenador
Finalizada su carrera como futbolista comenzaría su formación como entrenador y en la temporada 2015-16 se hace cargo del filial del Atlético Sanluqueño Club de Fútbol.
En la temporada 2018-19, firma por el Club Atlético Antoniano de la Primera División Andaluza, con el que lograría ascender a la Tercera RFEF.
En las temporadas 2019-20 y 2020-21, dirige al Club Atlético Antoniano en la Tercera RFEF.
En la temporada 2021-22, firma por el Club Deportivo Utrera de la Tercera RFEF.
El 21 de mayo de 2022, el Club Deportivo Utrera logra el ascenso a la Segunda Federación, tras vencer en la final de la eliminatoria de ascenso al Atlético Tordesillas por tres goles a una en la prórroga del encuentro disputado en Las Rozas.
En la temporada 2022-23, renueva su compromiso como entrenador del Club Deportivo Utrera en su debut en la Segunda Federación.
El 11 de noviembre de 2024, firma por el Cádiz C. F. Mirandilla en la Segunda Federación.

## Clubes

### Como jugador
| Club                               | País   | Año       |
| ---------------------------------- | ------ | --------- |
| Sevilla Atlético                   | España | 1997-1998 |
| FC Barcelona B                     | España | 1998-2000 |
| CD Mensajero                       | España | 2001      |
| Sevilla Atlético                   | España | 2001-2002 |
| Granada CF                         | España | 2002-2003 |
| Atlético Sanluqueño Club de Fútbol | España | 2007-2008 |
| Club Atlético Antoniano            | España | 2008-2010 |

### Como entrenador
| Club                    | País   | Año       |
| ----------------------- | ------ | --------- |
| Atlético Sanluqueño "B" | España | 2015-2016 |
| C. A. Antoniano         | España | 2018-2021 |
| C. D. Utrera            | España | 2021-2024 |
| Cádiz C. F. Mirandilla  | España | 2024-     |